# Epizoanthus
Epizoanthus is een geslacht van neteldieren uit de klasse van de Anthozoa (bloemdieren).

## Soorten
- Epizoanthus abyssorum Verrill, 1885
- Epizoanthus ameilictus Pax, 1952
- Epizoanthus amerimnus Pax, 1952
- Epizoanthus angolensis Pax, 1952
- Epizoanthus arcticus Danielssen, 1890
- Epizoanthus arenaceus (Delle Chiaje, 1823)
- Epizoanthus armatus Carlgren, 1923
- Epizoanthus auronitens Pax & Muller, 1956
- Epizoanthus balanorum (Lwowsky, 1913)
- Epizoanthus barlesi Carlgren, 1945
- Epizoanthus beerenislandicus Carlgren, 1913
- Epizoanthus bursiformis Pei, 1998
- Epizoanthus californicus Carlgren, 1951
- Epizoanthus cancrisocius Martens, 1876
- Epizoanthus carcinophilus Carlgren, 1923
- Epizoanthus chuni Carlgren, 1923
- Epizoanthus cnidosus Tischbierk, 1929
- Epizoanthus couchii (Johnston in Couch, 1844)
- Epizoanthus crassus Verrill, 1869
- Epizoanthus danielsseni Carlgren, 1913
- Epizoanthus denudatus Pax, 1957
- Epizoanthus dysgnostus Pax, 1951
- Epizoanthus egeriae Haddon & Duerden, 1896
- Epizoanthus ellisii Pax, 1957
- Epizoanthus elongatus Verrill, 1869
- Epizoanthus erdmanni (Danielssen, 1890)
- Epizoanthus eupaguri Haddon & Shackleton, 1891
- Epizoanthus fatuus (Schultze, 1860)
- Epizoanthus fiordicus Sinniger & Haussermann, 2009
- Epizoanthus frenzeli Pax, 1937
- Epizoanthus gabrieli Carlgren, 1951
- Epizoanthus giveni Philipp & Fautin, 2009
- Epizoanthus glacialis Danielssen, 1890
- Epizoanthus haliclystus Pax, 1951
- Epizoanthus haliplactus Pax, 1952
- Epizoanthus hians McMurrich, 1898
- Epizoanthus hirondelli Jourdan, 1891
- Epizoanthus humilis Verrill, 1869
- Epizoanthus illoricatus Tischbierek, 1930
- Epizoanthus incrustatus (Düben & Koren, 1847)
- Epizoanthus indicus (Lwowsky, 1913)
- Epizoanthus induratum Cutress & Pequenat, 1960
- Epizoanthus jingxingensis Pei, 1998
- Epizoanthus karenae Philipp & Fautin, 2009
- Epizoanthus koreni Carlgren, 1913
- Epizoanthus leptoderma Cutress & Pequenat, 1960
- Epizoanthus liguricus Pax & Muller, 1957
- Epizoanthus lindahli Carlgren, 1913
- Epizoanthus lobatus Pax, 1957
- Epizoanthus longiceps (Lwowsky, 1913)
- Epizoanthus macintoshi Haddon & Shackleton, 1891
- Epizoanthus marioni Pax & Muller, 1957
- Epizoanthus mediterraneus Carlgren, 1935
- Epizoanthus michaelsarsi Carlgren, 1923
- Epizoanthus minutus Duerden, 1898
- Epizoanthus mortenseni Carlgren, 1934
- Epizoanthus norvegicus (Koren & Danielssen, 1877)
- Epizoanthus oliveri Stuckey, 1914
- Epizoanthus paguricola Roule, 1900
- Epizoanthus paguriphilus Verrill, 1883
- Epizoanthus papillosus Johnston, 1842
- Epizoanthus parasiticus (Verrill, 1864)
- Epizoanthus patagonicus Carlgren, 1899
- Epizoanthus paxii Abel, 1955
- Epizoanthus planus Carlgren, 1923
- Epizoanthus ramosus Carlgren, 1936
- Epizoanthus rodmani Philipp & Fautin, 2009
- Epizoanthus roseus Danielssen, 1890
- Epizoanthus rubricornis (Holdsworth, 1861)
- Epizoanthus sabulosus Cutress, 1971
- Epizoanthus sagaminensis Balss, 1924
- Epizoanthus scotinus Wood, 1957
- Epizoanthus senegambiensis (Carter, 1882)
- Epizoanthus stellaris Hertwig, 1888
- Epizoanthus steueri Pax, 1937
- Epizoanthus studeri Carlgren, 1923
- Epizoanthus tergestinus Pax, 1937
- Epizoanthus thalamophilus Hertwig, 1888
- Epizoanthus tubae Carlgren, 1938
- Epizoanthus univittatus (Lorenz, 1860)
- Epizoanthus vagus Herberts, 1972
- Epizoanthus valdivae Carlgren, 1923
- Epizoanthus vatovai Pax & Lochter, 1935
- Epizoanthus wrightii Haddon & Shackleton, 1891